# Пизилли, Никколо
Никколо Пизилли (итал. Niccolò Pisilli; родился 23 сентября 2004 года, Рим, Италия) — итальянский футболист, полузащитник клуба «Рома» и сборной Италии. Победитель чемпионата Европы до 19 лет в составе сборной Италии.

## Клубная карьера
Никколо Пизилли — воспитанник «Ромы». За клуб дебютировал 6 мая 2023 года в 34-м туре Серии А против «Интернационале».

## Карьера в сборной
За сборную Италии до 18 лет сыграл 5 матчей. За сборную до 19 лет дебютировал в матче против Албании. В матче против Германии оформил дубль.

## Достижения
Сборная Италии
- Чемпион юношеского чемпионата Европы (до 19 лет): 2023